# ユイガドクソン
ユイガドクソンは、日本の女性アイドルグループ。アーティストボックス所属。レーベルは、OTODAMA RECORDS。愛称はユイドク。2018年4月8日に解散した。

## 概要
- グループカラーは赤。
- 主に東京都内で開催される対バンに出演し、1〜2ヶ月ごとにワンマンライブを開催した。
- 初遠征は2016年7月のJapan Expo。
- ラーメン食べ歩きが趣味だが箸が正しく持てない。

## 略歴
2014年に4人組の女性アイドルグループとしてのデビュー以降都内を中心としたライブ活動のほか、海外遠征やCDリリースなどを行った。
2017年、宮城乃奈実の卒業以降は3名で活動していたが、2018年4月8日に新宿MARZにて開催されたワンマンライブをもって解散。
- 2014年12月29日、東京キネマ倶楽部にて開催された「GIRLS×GIRLS×GIRLS 〜みなさんのおかげです2014〜」にてお披露目。
- 2016年5月、Japan Expo出場権を賭けたTokyo Candollにて優勝。同年7月にフランス・パリでライブを行った。
- 2017年4月24日、公式サイトにて宮城乃奈実の休養を発表。(同年6月に復帰)
- 2017年7月26日、OTODAMA RECORDS JUICYからシングル「夢幻泡影 / NeveR-END」を発売[1]。
- 2017年8月28日、公式サイトにて病気療養の為に同日付けでの宮城乃奈実の卒業を発表。
- 2018年2月、同年4月8日のワンマンライブをもっての解散を発表。
- 2018年4月8日、『ユイガドクソンラストワンマンライブ』を新宿MARZにて開催、解散。

## メンバー
| 名前                       | 愛称     | 生年月日（年齢）      | 出身地 | カラー   | 備考 |
| -------------------------- | -------- | --------------------- | ------ | -------- | --- |
| 岩崎舞 いわさき まい       | まいねぇ | 1991年10月1日（33歳） | 長崎県 | 紫       | リーダー、元SweetS 当時エクセルヒューマンエイジェンシー所属（アーティストボックスと業務提携）                     |
| 床爪さくら とこつめ さくら | さくら   | 1996年2月28日（29歳） | 大阪府 | オレンジ | 元アイドルカレッジ                                                                                                |
| 木戸優歩 きど ゆうほ       | ゆうほ   | 1996年1月4日（29歳）  | 東京都 | ピンク   | 元Barbee。 解散後綺星★フィオレナードに加入（前田優歩名義）。 元アルテミスの翼（前田優歩、クロノス・ユーホ名義）。 |

### 旧メンバー
| 名前                     | 愛称     | 生年月日（年齢）      | 出身地 | カラー | 備考 |
| ------------------------ | -------- | --------------------- | ------ | ------ | --- |
| 宮城乃奈実 みやぎ のなみ | のんのん | 1996年1月17日（29歳） | 沖縄県 | 水色   | 2017年8月卒業 サブリーダー、元アイドルカレッジ。 卒業後、アイドルカレッジに再加入。2022年9月4日に卒業。 |

## 作品

### シングル
1. WOW，ラララ!〜ユイガドクソンのテーマ〜（2015年12月29日、ABCA-10001）
  1. WOW，ラララ!〜ユイガドクソンのテーマ〜
  2. 乾杯、Cheers!
  3. WOW，ラララ!〜ユイガドクソンのテーマ〜 (Instrumental)
  4. 乾杯、Cheers! (Instrumental)
2. Run!!!!（2015年12月29日、ABCA-10002）
  1. Run!!!! Re-mix ver.
  2. Run!!!! Original ver.
  3. Run!!!! Re-mix ver.(Instrumental)
  4. Run!!!! Original ver.(Instrumental)
3. Star Shine（2016年3月18日、ABCA-10004）
  1. Star Shine
  2. あなたの中に眠るあなたの可能性をあなたが信じろ（Mai & Yuho）
  3. Star Shine (Instrumental)
  4. あなたの中に眠るあなたの可能性をあなたが信じろ (Instrumental)
4. 泡夏!!!!（シュワサマ）（2016年4月15日、ABCA-10005）
  1. 泡夏!!!!
  2. YORON 〜君だけのゴール〜
  3. 泡夏!!!! (Instrumental)
  4. YORON 〜君だけのゴール〜 (Instrumental)
5. TRY!TRY!TRY!（2016年8月7日、ABCA-10006）
  1. TRY!TRY!TRY!
  2. キミイロ帰り道
  3. TRY!TRY!TRY! (Off Vocal)
  4. キミイロ帰り道 (Off Vocal)
6. 夢幻泡影 / NeveR-END (2017年7月26日、POCE -11026～11030)
  1. 夢幻泡影
  2. NeveR-END
  3. 夢幻泡影(off vocal)
  4. NeveR-END(off vocal)

### アルバム
1. ユイガドクソン（2016年12月29日：ABCA-10007）全曲再レコーディング
  1. Run!!!!
  2. Star Shine
  3. キミイロ帰り道
  4. あなたの中に眠るあなたの可能性をあなたが信じろ
  5. TRY!TRY!TRY!
  6. 花咲Dream
  7. 泡夏!!!!

## 出演

### 映画
- アイドルバトラー（監督：やなぎさわやすひこ）

### 舞台
- 13月の女の子（2017年1月25日 - 2月5日、新宿村LIVE）- 堀切美月役（木戸）

### その他
- 東京湾納涼船アンバサダー（2016年）
- 退魔戦騎 トリプルランサー - イエローランサー役（宮城）
- テレビ埼玉モバイルCM　再生マン参上篇（2017年3月31日 - ）（木戸）
- ラーメンWalkerTV2(2022年1月30日 #252『らーめん天神下 大喜』)

## 書籍
- IDOL FILE Vol.02（Rocks Entertainment。ISBN 978-4-401762224）
- バイク雑誌「カススク125」連載（岩崎）